# ザ・ブルー・マーブル

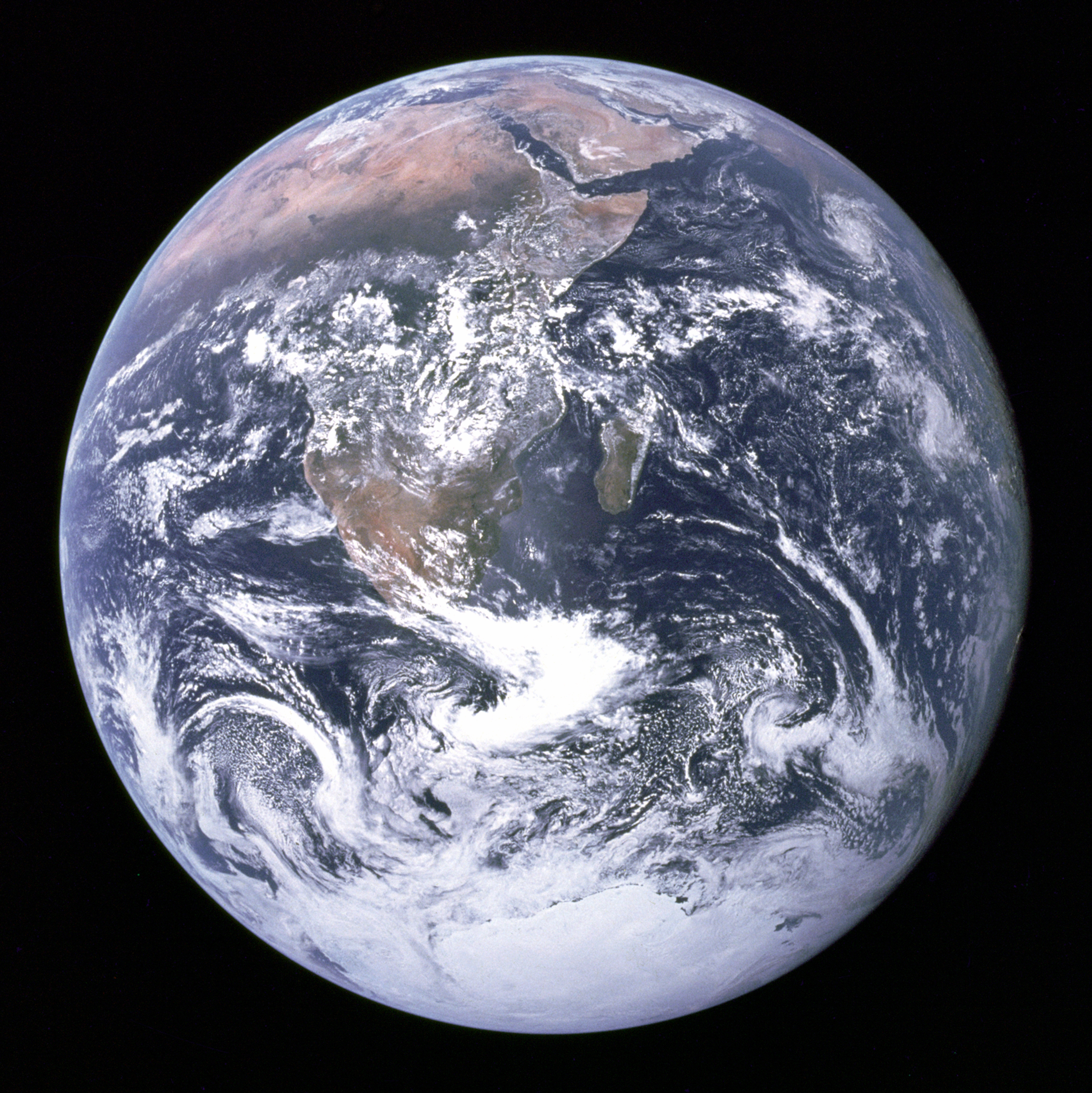
ザ・ブルー・マーブル。ハッセルブラッドカメラで撮影。上部が地中海、下部が南極である。アラビア半島やマダガスカル島が見える。

ザ・ブルー・マーブル（英語: The Blue Marble）は、1972年12月7日にアポロ17号の乗組員によって、地球からおよそ2万9千キロメートル（1万8千マイル）の距離から撮影された、著名な地球の写真である。英語で「青いビー玉」を意味する。宇宙飛行士からは、地球がまるで子供が遊ぶガラスのビー玉のように見えたため、これが写真の題名となった。
「ザ・ブルー・マーブル」は、現存する写真の中で世の中に最も広まった写真の一つである。また、宇宙飛行士が太陽を背に撮影した、完全に輝く地球を捉えた数少ない写真の一つでもある。

## 概要
アポロ17号が打ち上げられた12月7日12時33分（東部標準時）という時刻は、宇宙船が月へ旅立ってまもない間はアフリカが昼間であることを意味していた。12月の至点の域にも達していたため、南極も明るく照らされていた。写真が撮られたのは宇宙船の発射後およそ5時間6分後の5時39分（東部標準時、協定世界時では10時39分）で、宇宙船が月の軌道に乗り始めるため地球周辺の中継軌道を離れてから、およそ1時間48分後のことであった。この写真の公式な名称はAS17-148-22727である。この写真の直前にも、AS17-148-22726という画像が22727と似通った写真が撮影されており、こちらも完全な地球の画像として利用されている。
撮影者は80mmのレンズを有するハッセルブラッドカメラ70mmを使用した。NASAはこの撮影の功績を称えるとして、アポロ17号全体の乗組員の名をクレジットとして挙げた。乗組員のユージン・サーナン、ロナルド・エヴァンス、ハリソン・シュミットは、全員がこのアポロ計画でハッセルブラッドカメラを使用して地球の写真を撮影した人物である。シュミットは後にこの著名なザ・ブルー・マーブルを自身が撮影したものであると訴えたが、未だに誰が撮影者であったかは正確に立証されていない。
「ザ・ブルー・マーブル」は地球の表面が光に照らされた最初の鮮明な画像であった。環境上の行動主義が高まった1970年代に公開されたこの写真は、アポロ8号が撮影した月から昇る地球をおさめた写真「地球の出」（アースライズ）とともに、広大な宇宙空間の真っ只中にある地球の儚さ、脆さ、孤立を描写したものであるとして、多くの人々が注目した。NASAの公文書保管係を務めていたマイク・ジェントリーは、この「ザ・ブルー・マーブル」が人類史上最も世に広く分布した写真であると推測した。

## ブルー・マーブル

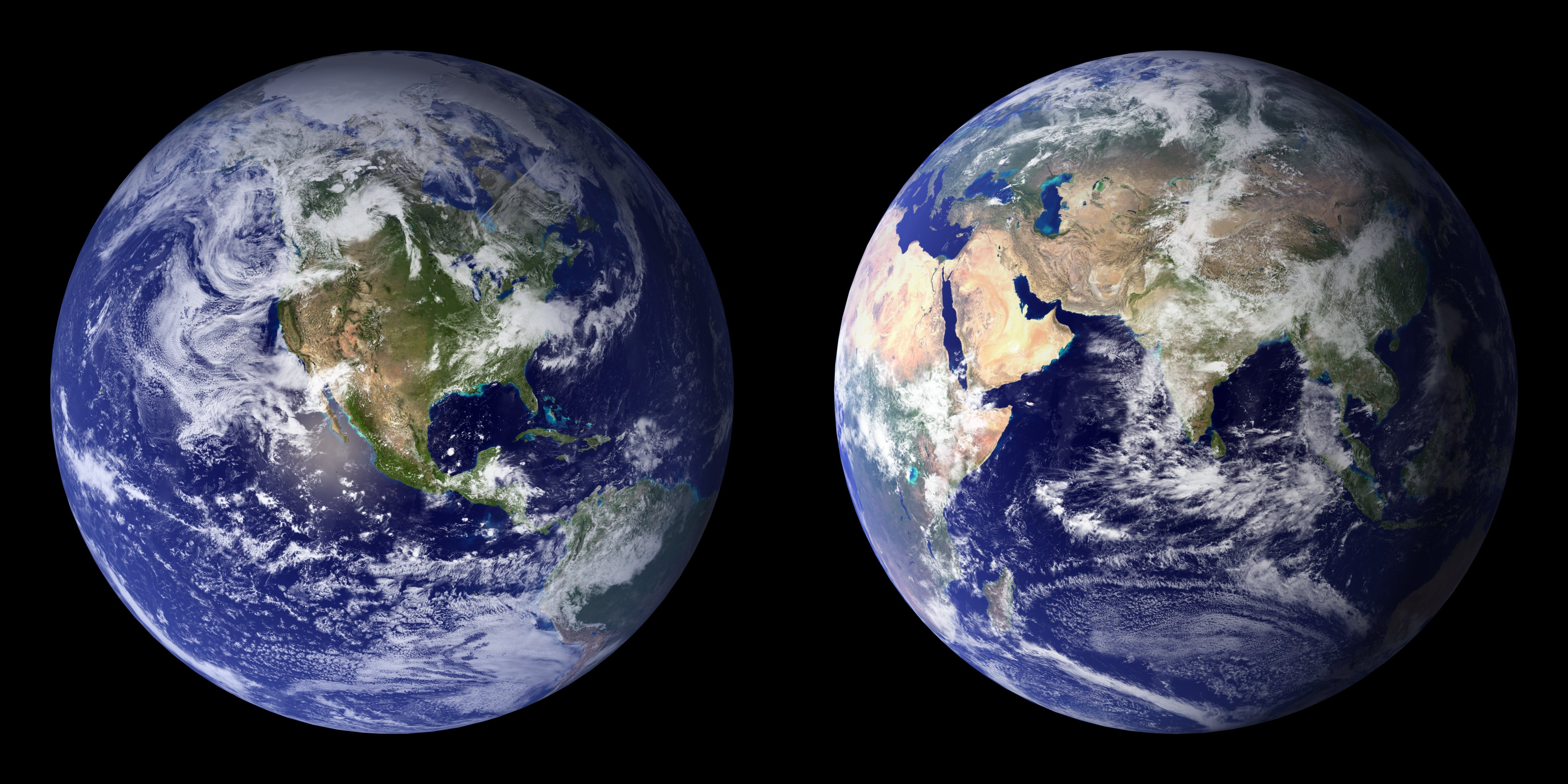
NASAによって製作された「ブルー・マーブル」の画像。左が2001年、右が2002年に作成されたもの。

その後に作られた同じような地球の画像（はるかに解像度の高い合成画を含む）は、冠詞 The を付さず「ブルー・マーブル」写真と称されるようになり、この「ブルー・マーブル」というフレーズやその写真そのものは、環境活動団体や環境を意識した描写で宣伝販売を試みる企業から頻繁に使用されることとなった。また、「ビッグ・ブルー・マーブル」という名の子供向けテレビ番組も生まれた。